# WINN

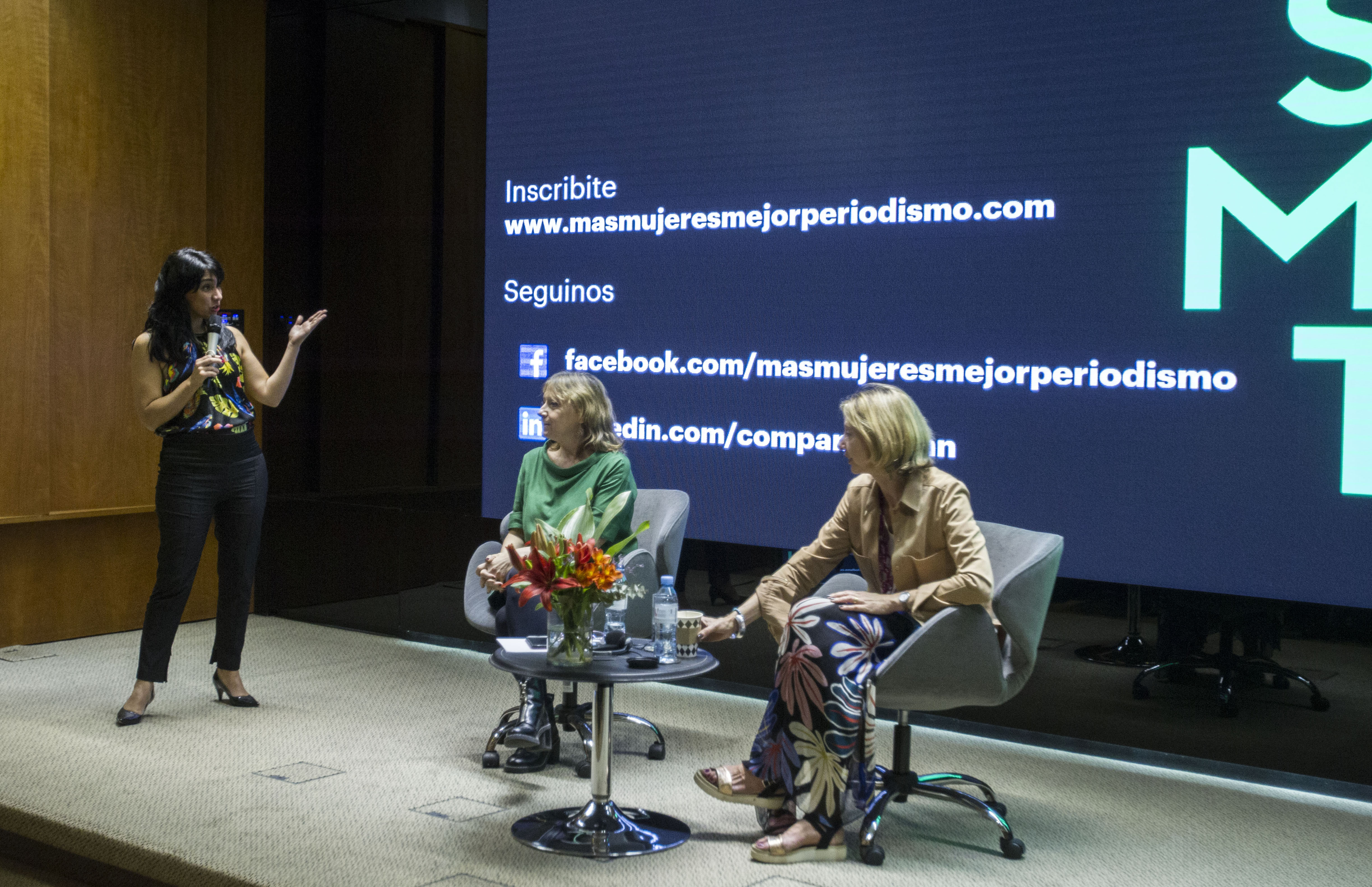

WINN, o Women in the News Network o Mujeres en la Red de Noticias o Más Mujeres Mejor Periodismo es una red latinoamericana de mujeres que hacen las noticias, que busca fortalecer la presencia de las mujeres periodistas en las redacciones. Fue fundada en Argentina, pero ya está presente en Chile, Colombia y Perú, y espera extenderse por toda Latinoamérica.  Fue fundada como respuesta a la preocupación por la brecha salarial entre varones y mujeres en los medios de comunicación. Su objetivo es el empoderamiento de las mujeres comunicadoras latinoamericanas a través de capacitaciones, acompañar a las mujeres periodistas en el desarrollo de competencias claves para el periodismo del futuro,  promover el trabajo colaborativo, la capacitación y la fluidez digital. Su visión es integrar profesionales de Latinoamérica hispana a través del intercambio entre pares y la participación en eventos de la industria. Su misión es construir un espacio donde la diversidad y la igualdad de oportunidades sean la realidad de las mujeres que trabajan en los medios de comunicación.
Sus ejes de acción son cursos de capacitación digital y tecnológica, foros para compartir prácticas profesionales, manejo en herramientas de management y eventos internacionales de la industria con el objetivo de generar intercambios a nivel regional.
WINN cuenta con 3.500 mujeres en su red,  y un consejo asesor formado por comunicadoras, editoras y periodistas, reconocidas en el ámbito periodístico de distintos países, quienes contribuyen a la ampliación de la red a través de propuestas de capacitaciones, estimulaciones de la colaboración e interacción entre pares y el otorgamiento de premios. También provee una red de mentorías para fomentar la transferencia de conocimientos entre colegas de la región, viajes de intercambio y becas, para que las mujeres puedan formarse en tecnología en las redacciones multiplataformas de toda la región.

## Reconocimientos
La red WINN fue reconocida con el Premio Eikon de Plata por su campaña de relacionamiento con los medios.